# بيل دان (سياسي)
بيل دان (بالإنجليزية: Bill Dunn)‏ هو سياسي أسترالي، ولد في 2 فبراير 1877 في كوينبيان في أستراليا، وتوفي في 7 أكتوبر 1951 في أستراليا. حزبياً، نشط في حزب العمال الأسترالي. وقد انتخب عضو الجمعية التشريعية نيو ساوث ويلز.